# Isla Mfangano
Isla Mfangano es el nombre que recibe una isla, que se encuentra en la parte oriental del lago Victoria, en la desembocadura del Golfo Winam. Pertenece a Kenia y se encuentra al oeste de la isla de Rusinga. Administrativamente, forma parte del condado de Homa Bay, en la provincia de Nyanza. Tiene una superficie de 65 km² y se eleva hasta los 1.694 m en el Monte Kwitutu. Según el censo de 1999, tenía una población de 16 282 habitantes. En el censo de 2019, la población había aumentado hasta las 26 120 personas.
Mfangano alberga la mayor población de hablantes de idiomas olusuba o suba de Kenia. El olusuba, sin embargo, se está volviendo cada vez más raro, en parte debido a los matrimonios mixtos entre hombres suba y mujeres luo del continente, ya que es tradicional que los niños aprendan la "lengua materna", es decir, el idioma de su madre. Otros idiomas que se hablan en la isla son el luo, el suajili y el inglés. Los miembros de la tribu luo se concentran en el lado oriental de la isla, la mayoría de los cuales son pescadores y agricultores de subsistencia. Se cree que algunos de los habitantes de Mfangano son descendientes de emigrantes del reino Buganda en Uganda, que llegaron después de la controvertida matanza del kabaka juju a principios del siglo XIX.
La mayoría de los habitantes viven cerca del agua para poder pescar y recolectar el suministro de agua diario. El borde del agua de la isla es bastante rocoso, con algunas costas de arena negra. El transporte se realiza principalmente a pie o en botes, en pequeñas embarcaciones hechas a mano, con madera y a veces con vela. Hay algunas bicicletas ahora que el gobierno ha cortado una carretera que rodea la isla por la que pueden circular las motos. El primer automóvil que circuló por suelo insular lo hizo el 2 de febrero de 2007 y recorrió tan sólo 500 m. Desde entonces, se han visto varios automóviles y algunos empiezan a utilizarse localmente para el transporte. Hay una pequeña pista de aterrizaje de tierra para aviones pequeños, que se ha mejorado para dar cabida a otros aviones más grandes y para poder ser utilizado por los turistas y los misioneros. En los últimos años también se ha trabajado para que haya un suministro constante de electricidad dentro de la isla, mediante el uso de generadores, por lo que se ha producido un crecimiento dentro de la región y una mejora en la capacidad económica de la isla, ya que los pescadores ahora pueden almacenar su pescado mientras esperan el mercado.
Mfangano es conocido por su antiguo arte rupestre, posiblemente de dos mil años de antigüedad y que se cree que fue creado por los primeros cazadores recolectores, tal vez del pueblo twa. La apertura del Museo de la Paz de la Comunidad de Abasuba, en octubre de 2009, también ha permitido que aumente el turismo.